# Pulastya acutipennis
Pulastya acutipennis är en insektsart som först beskrevs av Kirby 1891.  Pulastya acutipennis ingår i släktet Pulastya och familjen Flatidae. Inga underarter finns listade i Catalogue of Life.